# Heinz Höhne
Heinz Höhne, född 1926 i Berlin, död 27 mars 2010 i Großhansdorf, var en tysk journalist och författare av facklitteratur. Han har bland annat publicerat Der Orden unter dem Totenkopf – Die Geschichte der SS 1967. Den svenska översättningen, Hitlers SS och Gestapo, kom samma år.

## Fotnoter
1. 1 2  filmportal.de, Filmportal-ID: bde02c2a76044322b1546d740cc37db4, läst: 9 oktober 2017.[källa från Wikidata]
2. ↑  Autoritats UB, auktoritets-ID på Barcelonas universitet (obsolete): a1392330, läs online.[källa från Wikidata]
3. ↑  Bibliografie dějin Českých zemí, BHCL UUID: f2cfdb1a-14a3-4865-9c56-b2c1b9950b3a.[källa från Wikidata]
4. ↑  Gemeinsame Normdatei, läst: 11 december 2014.[källa från Wikidata]